# Cotesia diacrisiae
Cotesia diacrisiae är en stekelart som först beskrevs av Charles Joseph Gahan 1917.  Cotesia diacrisiae ingår i släktet Cotesia och familjen bracksteklar. Inga underarter finns listade i Catalogue of Life.